# Ninetis namibiae
Ninetis namibiae är en spindelart som beskrevs av Huber 2000. Ninetis namibiae ingår i släktet Ninetis och familjen dallerspindlar.
Artens utbredningsområde är Namibia. Inga underarter finns listade i Catalogue of Life.